# Port Giurgiulești
Port Giurgiulești (rum. Portul Giurgiulești) – jedyny port Mołdawii dostępny dla statków pełnomorskich, położony u ujścia Prutu do Dunaju, na południu kraju w miejscowości Giurgiulești.

## Historia
Do czasu powstania portu nieposiadająca dostępu do morza Mołdawia była uzależniona od korzystania z portów w Rumunii lub na Ukrainie. W 1999 roku dzięki zawarciu dwustronnej umowy granicznej, Mołdawia oddała Ukrainie ośmiokilometrowy odcinek drogi M15, łączącej Besarabię z Odessą, w zamian otrzymała 450 metrowy pas ziemi nad brzegiem Dunaju, który należał od rozpadu Związku Radzieckiego do Ukrainy. Dzięki temu w Giurgiulești możliwe było utworzenie wolnego obszaru celnego oraz wybudowanie portu morskiego. Budowa terminalu naftowego rozpoczęła się w 1996 roku, a jego uruchomienie miało miejsce 26 października 2006 roku. Port pasażerski Giurgiulești został oficjalnie otwarty 17 marca 2009 roku, wraz z uruchomieniem pierwszego promu pasażerskiego do Stambułu. Budowę terminalu przeładunkowego zboża ukończono 24 lipca 2009 roku.

## Działalność

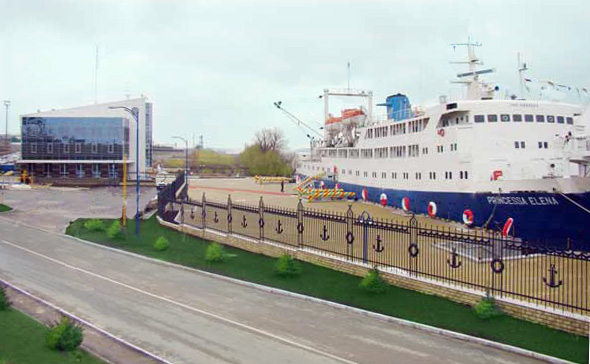
Terminal pasażerski w porcie

Port Giurgiulesti składa się z terminalu naftowego, portu towarowego i pasażerskiego oraz obszaru przemysłowego. Terminal naftowy powstał dzięki inwestycjom zagranicznym o wartości 35 milionów dolarów. Nabrzeże może przyjmować statki pełnomorskie i barki rzeczne o zanurzeniu do 7 metrów oraz jednocześnie rozładowywać lub ładować do 3 różnych rodzajów produktów ropopochodnych. Łączna pojemność magazynów to ponad 63 tysiące m³, a maksymalna zdolność przeładunkowa to ponad 2 mln ton rocznie.
Terminal zbożowy ma zdolność odbioru 3000 ton zboża dziennie drogami i koleją oraz ładowność jednostek transportu morskiego do 8000 ton, z prędkością załadunku 1000 ton na godzinę. Ma zdolności przerobowe na eksport do 800 tysięcy ton zboża.
Cały obszar o wielkości 120 ha ma status wolnej strefy ekonomicznej do 2030 roku.